# Ulmerochorema breve
Ulmerochorema breve là một loài Trichoptera trong họ Hydrobiosidae. Chúng phân bố ở miền Australasia.